# Federación Internacional del Atletismo de Fuerza
La Federación Internacional del Atletismo de Fuerza (en inglés: International Federation of Strength Athletes, IFSA) es una organización que gobierna las competiciones de strongman.
Fue fundada en 1995 por el escocés Douglas Edmunds y desde 2004 tiene una nueva política sanitaria anti-esteroides.

## Competición
Hasta el año 2005 la IFSA se encargaba de El hombre más fuerte del mundo y el Strongman Super Series, pero al dividirse solo se encarga de El hombre más fuerte del mundo IFSA.

## Atletas destacados de la IFSA
- Vidas Blekaitis
- Mikhail Koklyaev
- Travis Ortmayer
- Ígor Pedan
- Derek Poundstoune
- Andrus Murumets
- Žydrūnas Savickas
- Robert Szczepański
- Vasyl Virastyuk